# 胡耀邦墓
胡耀邦墓，亦稱胡耀邦陵園，係前中共中央總書記胡耀邦的墓地。按照胡耀邦遺願，該墓位於中華人民共和國江西省九江市共青城市。在胡耀邦逝世近兩年後，他的骨灰於1990年12月5日安葬於此。根據2012年的數據，自1990年以來，有80多位中華人民共和國黨和國家領導人和兩百多名省部級官員來此祭奠胡耀邦。2018年3月，以胡耀邦陵园之名列为第六批江西省文物保护单位。

## 歷史
胡耀邦在世時曾經兩度前往江西共青城，並先後提下「共青社」、「共青城」、「共青墾繁殖場」這三個題詞。
1989年4月8日，胡耀邦在中南海懷仁堂舉行的中共十三屆四中全會前夕的政治局擴大會議上突發心肌梗塞。儘管胡的情況在他當日被送往醫院後有所好轉，但他最終還是於當月15日病逝。胡的病逝，一度成爲六四事件的導火索。
1990年12月5日，根據胡耀邦的遺願，胡耀邦的骨灰於此日安葬於江西共青城。安葬地即現在的胡耀邦墓。
2014年4月，胡耀邦三子胡德華前往胡耀邦墓進行悼念。

## 設計
胡耀邦墓位於鄱陽湖畔，佔地兩平方公里，坐西朝東，海拔43.7米。墓地前有12塊大石頭，象徵胡耀邦去世時中華人民共和國的12億人口。從墓園入口到胡耀邦的墓碑，有73三級臺階（象徵胡耀邦的壽命爲73歲）。胡耀邦的墓碑高4.43米、底邊長10米；墓碑呈直角三角形旗幟狀。墓碑上雕有胡耀邦的面相。在墓碑的左上角，依次刻有中華人民共和國的少先隊、共青團及中共的徽標，象徵胡耀邦曾於該國少先隊、共青團及中共任職。